# ワルラス級潜水艦
ワルラス級潜水艦（ワルラスきゅうせんすいかん、英語: Walrus class submarine）は、オランダ海軍の通常動力型潜水艦。ズヴァールトフィス級潜水艦に続く、オランダ海軍としては戦後第3世代の潜水艦である。

## 設計
ワルラス級潜水艦は、十字型に組み合わされた潜横舵と縦舵のかわりに、X字型に組み合わされた潜横舵と縦舵を装備する潜水艦である。
ワルラス級は冷戦期のNATOにおいて高い需要があったが、それというのもワルラス級に高度な技量をもつ乗員ときわめて静粛な潜水艦が組み合わされていたからである。当時、NATOの潜水艦の大半は沿岸型の潜水艦であり、ワルラス級は希少な現役の外洋型のディーゼル・エレクトリック潜水艦であった。

## 運用史
冷戦後、ワルラス級は、ユーゴスラビア、イラク、およびカリブ海において多くの機密情報収集作戦に従事した。2002年9月から12月まで、1番艦のワルラスは不朽の自由作戦に参加し、アラビア海およびペルシャ湾において通信情報収集の役目を果たした。
2010年6月、オランダはソマリア沖の海賊対策の支援のため潜水艦1隻を展開させることに同意した。ありうる任務には信号情報収集、すなわち沿岸に接近し、海賊の無線通信を傍受し、海賊の船舶を追尾することが含まれている。

## 性能向上改修
2007年、オランダ内閣は、ワルラス級4隻の性能向上と全体的な運用可用性の向上のために乗員を追加することを承認した。1億ユーロを投じて性能向上を図るプログラムは2008年に発表された。性能向上は沿岸域作戦と新しい兵装に焦点を当てている。これらには、現状のMk48 mod-4 魚雷から、アメリカから導入した同魚雷のmod-7 版に置き換えることや、1本の潜望鏡をL-3 KEO社製の船殻非貫通型光学マストに置き換えることが含まれており、光学マストにより、潜水艦には昼夜をとわずHD画像を撮影する能力が備わることになる。さらに、耐圧船殻への耐腐食処置、ソナー・スイートのアップグレード、および新しい戦闘管理システムが加わることといった改良により、ワルラス級は少なくとも2025年まで作戦行動に従事することになる。

## 後継艦
2019年12月に、オランダ海軍はワルラス級の後継艦4隻の整備計画を発表し、候補をバラクーダ型潜水艦（ナバル・グループ、フランス）とA26NL型潜水艦（コックムス、スウェーデン）、212CDE型潜水艦（ティッセンクルップ、ドイツ）に絞った。2022年11月には3社に対して最終提案を求める文書が送られた。2024年３月にはオランダ国防省からフランスのバラクーダ型潜水艦が選定されたことが発表された。

## 同型艦
4隻ともen:Rotterdamsche Droogdok Maatschappijで建造された。
| 艦名                                | 起工           | 進水                                   | 就役          | 現況                                            |
| ----------------------------------- | -------------- | -------------------------------------- | ------------- | ----------------------------------------------- |
| ワルラス HNLMS Walrus, S802         | 1979年10月11日 | 1985年10月28日 1989年9月13日（再進水） | 1992年3月25日 | 2023年10月12日退役、 部品取りとして使用される。 |
| ゼーレーウ HNLMS Zeeleeuw, S803     | 1981年9月24日  | 1987年6月20日                          | 1990年4月25日 | 就役中                                          |
| ドルファイン HNLMS Dolfijn, S808    | 1986年6月12日  | 1990年4月25日                          | 1993年1月29日 | 就役中                                          |
| ブルインヴィス HNLMS Bruinvis, S810 | 1988年4月14日  | 1992年                                 | 1994年7月5日  | 就役中                                          |

## 画像

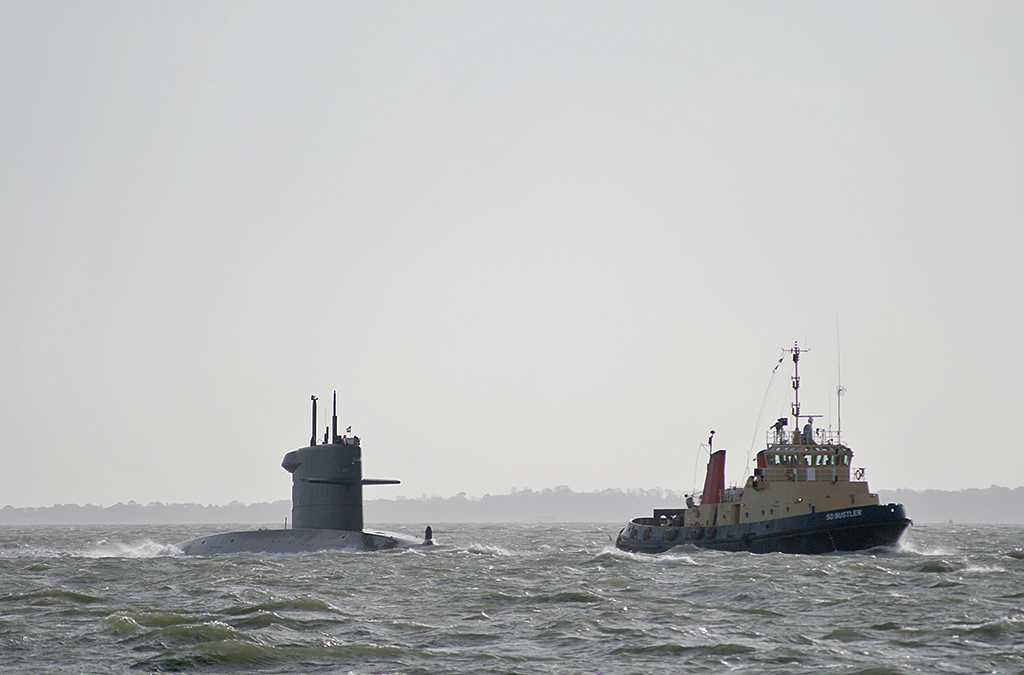
悪天候のなか、タグボートSDバスラーに先導されポーツマス海軍基地に接近中のドルファイン（HNLMS Dolfijn）（2009年11月19日）
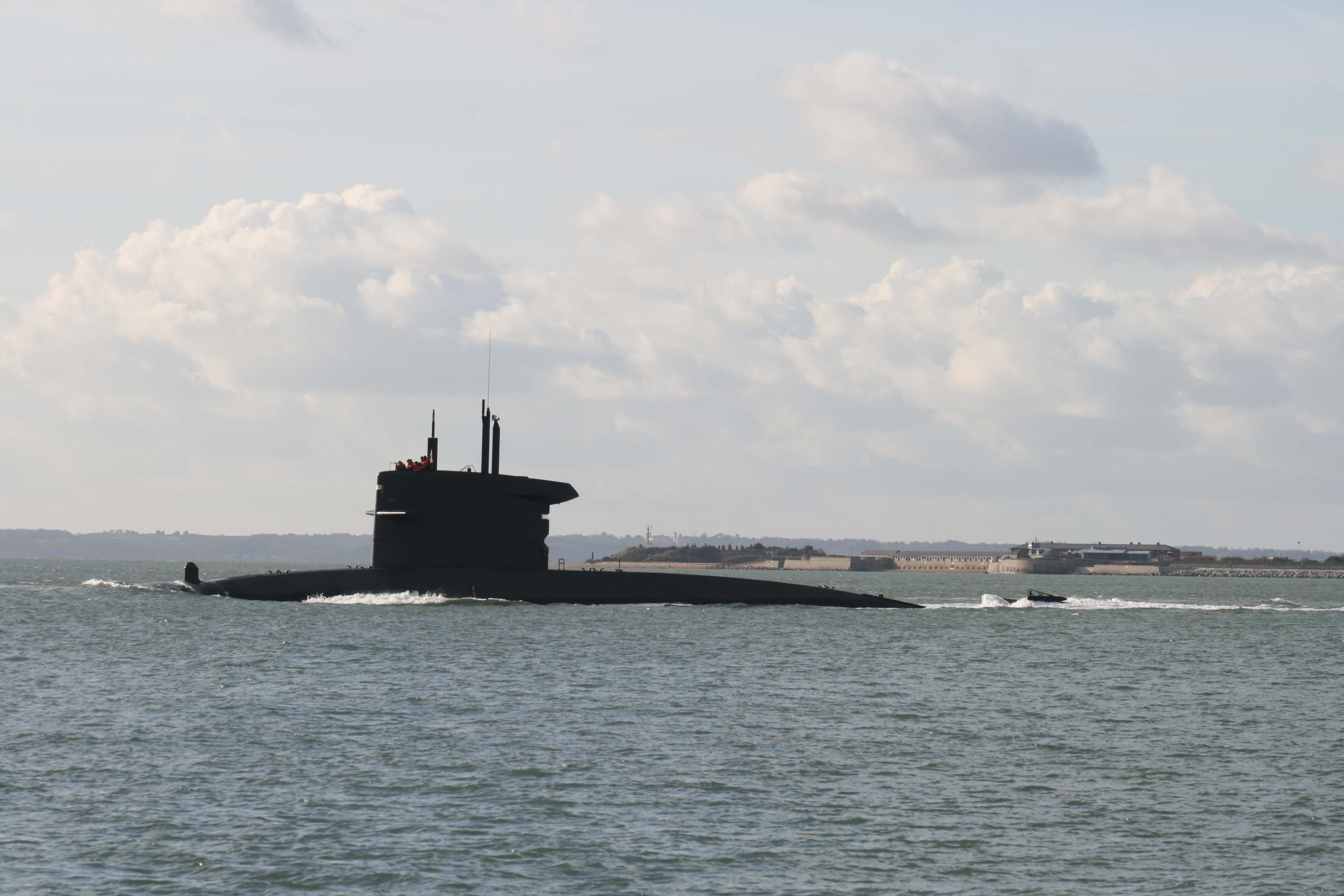
ポーツマス海軍基地を出航するドルファイン（2010年2月1日）